# North Liberty (Iowa)
North Liberty ist eine Stadt (mit dem Status „City“) im Johnson County im US-amerikanischen Bundesstaat Iowa. Im Jahr 2010 hatte North Liberty 13.374 Einwohner, deren Zahl sich bis 2020 auf 20.479 erhöhte.
North Liberty ist Bestandteil der Metropolregion um die Stadt Iowa City.
Im Nordosten von North Liberty befindet sich an der Mehaffey Bridge Road (7714250°N 91.5741333°W / 41.7714250; -91.5741333; designation „NL“) eine der zehn Antennen des Very Long Baseline Array-Telespoks (VLBA).

## Geografie
North Liberty liegt im Osten Iowas unweit des Westufers des Coralville Lake, einem Stausee des Iowa River, eines rechten Nebenflusses des die Grenze Iowas zu Illinois bildenden Mississippi. Der Schnittpunkt der drei Bundesstaaten Iowa, Illinois und Wisconsin liegt rund 130 km nordöstlich von North Liberty.
Die geografischen Koordinaten von North Liberty sind 41°44′57″ nördlicher Breite und 91°35′53″ westlicher Länge. Das Stadtgebiet erstreckt sich über eine Fläche von 20,28 km² und verteilt sich über die Penn, die Madison und die Clear Creek Township.
Das Zentrum von Iowa City liegt 15 km südöstlich. Weitere Nachbarorte von North Liberty sind Solon (14,7 km nordöstlich), West Branch (27,4 km ostsüdöstlich), Coralville (an der südlichen Stadtgrenze), Tiffin (an der südwestlichen Stadtgrenze), Oxford (20,8 km westlich) und Swisher (16,1 km nordwestlich).
Die nächstgelegenen Großstädte sind Cedar Rapids (31 km nördlich), die Quad Cities in Iowa und Illinois (97,9 km östlich), Chicago in Illinois (366 km in der gleichen Richtung), St. Louis in Missouri (432 km südsüdöstlich), Kansas City in Missouri (485 km südwestlich), Iowas Hauptstadt Des Moines (180 km westlich), Nebraskas größte Stadt Omaha (402 km in der gleichen Richtung), Rochester in Minnesota (297 km nordnordwestlich) und die Twin Cities in Minnesota (432 km in der gleichen Richtung).

## Verkehr
In rund zwei Kilometern Entfernung führt der in West-Ost-Richtung verlaufende Interstate Highway 80 an der südlichen Stadtgrenze von North Liberty vorbei. Dieser kreuzt den Interstate Highway 380, der in Nord-Süd-Richtung entlang der westlichen Stadtgrenze von North Liberty verläuft. Der Iowa Highway 965 führt in Nord-Süd-Richtung durch das Zentrum von North Liberty. Alle weiteren Straßen sind untergeordnete Landstraßen, teils unbefestigte Fahrwege sowie innerörtliche Verbindungsstraßen.
Durch das Stadtgebiet von North Liberty verläuft in Nord-Süd-Richtung eine Eisenbahnlinie für den Frachtverkehr der Cedar Rapids and Iowa City Railway (CIC), einer Class III-Eisenbahngesellschaft.
Mit dem Iowa City Municipal Airport befindet sich 15,3 km südöstlich ein kleiner Flugplatz. Der nächste Verkehrsflughafen ist der Flughafen Cedar Rapids – Eastern Iowa (22,8 km nordnordwestlich).

## Bevölkerung
Nach der Volkszählung im Jahr 2010 lebten in North Liberty 13.374 Menschen in 5492 Haushalten. Die Bevölkerungsdichte betrug 659,5 Einwohner pro Quadratkilometer. In den 5492 Haushalten lebten statistisch je 2,44 Personen.
Ethnisch betrachtet setzte sich die Bevölkerung zusammen aus 90,2 Prozent Weißen, 4,5 Prozent Afroamerikanern, 0,2 Prozent amerikanischen Ureinwohnern, 1,8 Prozent Asiaten sowie 0,9 Prozent aus anderen ethnischen Gruppen; 2,3 Prozent stammten von zwei oder mehr Ethnien ab. Unabhängig von der ethnischen Zugehörigkeit waren 3,5 Prozent der Bevölkerung spanischer oder lateinamerikanischer Abstammung.
28,1 Prozent der Bevölkerung waren unter 18 Jahre alt, 68,4 Prozent waren zwischen 18 und 64 und 3,5 Prozent waren 65 Jahre oder älter. 51,0 Prozent der Bevölkerung waren weiblich.
Das mittlere jährliche Einkommen eines Haushalts lag bei 58.904 USD. Das Pro-Kopf-Einkommen betrug 30.492 USD. 7,5 Prozent der Einwohner lebten unterhalb der Armutsgrenze.